# Edilson Carrasquilla
Edilson Ronaldo Carrasquilla Alcázar (ur. 6 czerwca 2002 w mieście Panama) – panamski piłkarz występujący na pozycji środkowego lub defensywnego pomocnika, od 2023 roku zawodnik San Francisco.
Jego brat Adalberto Carrasquilla również jest piłkarzem.